# Ilja Keizer

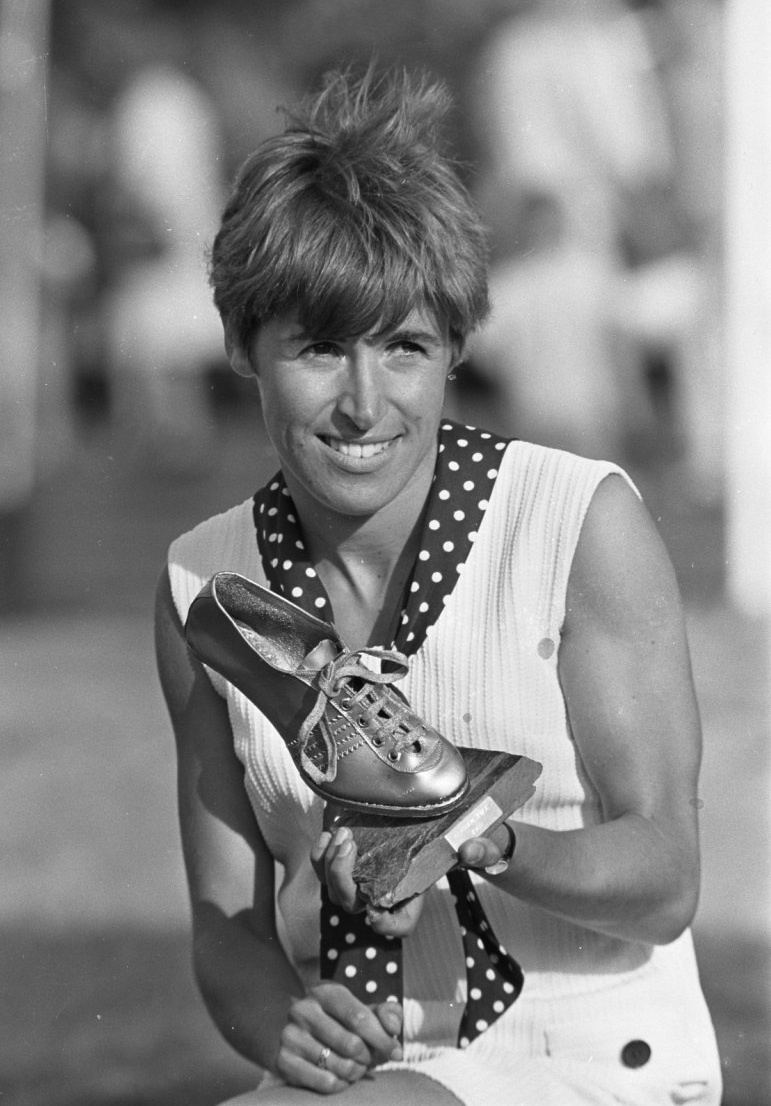
Ilja Keizer, 1968

Ilja Keizer (geb. Laman; * 26. Februar 1944 in IJmuiden) ist eine ehemalige niederländische Mittelstreckenläuferin.
Über 800 Meter wurde sie Zweite beim Europacup 1965 in Kassel und Siebte bei den Europameisterschaften 1966 in Budapest. Bei den Olympischen Spielen 1968 in Mexiko-Stadt erreichte sie das Halbfinale.
1969 wurde sie bei den Europameisterschaften in Athen Fünfte über 1500 Meter und Achte über 800 Meter. 1970 wurde sie bei den Halleneuropameisterschaften in Wien Vierte über 800 Meter und gewann Bronze beim Cross der Nationen.
Bei den Olympischen Spielen 1972 in München kam sie über 1500 Meter auf den sechsten Platz.
Viermal wurde sie Niederländische Meisterin über 800 Meter (1965, 1968, 1970, 1972), zweimal über 1500 Meter (1970, 1972) und einmal im Crosslauf (1966). In der Halle holte sie 1973 den nationalen Titel über 1500 Meter.

## Persönliche Bestzeiten
- 800 m: 2:02,2 min, 30. Juni 1968, Osnabrück (ehemaliger nationaler Rekord)
- 1500 m: 4:05,13 min, 9. September 1972, München (ehemaliger nationaler Rekord)